# 朱培基
朱培基（1921年—2006年），男，原籍江苏太仓，生于北京，中国计算机控制及计算机图形显示专家、数字讯号处理专家，曾任中国科学院自动化研究所研究员。